# It's Dark and Hell Is Hot
It's Dark and Hell Is Hot es el primer álbum del rapero DMX, lanzado el 19 de mayo de 1998. El álbum debutó en la posición #1 de Billboard 200 y vendió 251 000 copias en su primera semana de lanzamiento. Fue certificado de 4x Multi-platino por la RIAA el 18 de diciembre de 2000.

## Lista de canciones
1. "Intro" (contiene doble extracción; "Beyond Forever", de Mtume y una audio grabación de la cinta "Tales from the Hood")
2. "Ruff Ryders' Anthem"
3. "Fuckin' Wit' D" (contiene extracciones de los temas "Shifting Gears", de John Hammond y "Rockin' for My Hometown" de K-Solo)
4. "The Storm" (Skit)
5. "Look Thru My Eyes"
6. "Get At Me Dog" (con Sheek Louch)
7. "Let Me Fly" (contiene una nota musical extraída del tema "Lo Dudo" por José José)
8. "X Is Coming"
9. "Damien"
10. "How's It Goin Down"
11. "Mickey" (Skit)
12. "Crime Story" (contiene una extracción del tema "Easin In", por Edwin Starr)
13. "Stop Being Greedy" (contiene una extracción del tema "My Hero Is a Gun", por Diana Ross)
14. "ATF"
15. "For My Dogs"
16. "I Can Feel it" (contiene una extracción del tema "In The Air Tonight", de Phil Collins)
17. "Prayer" (Skit)
18. "The Convo" (contiene extracción del tema "Nights on Broadway", originalmente por The Bee Gees)
19. "Niggaz Done Started Something" (con The Lox & Mase) (Contiene extracciones del tema "Mercy Mercy Me (The Ecology)", de Grover Washington, Jr.)

## Posicionamiento
| Listas (1998)                     | Posición |
| --------------------------------- | -------- |
| Canadian Albums Chart             | 15       |
| U.S. Billboard 200                | 1        |
| U.S. Billboard R&B/Hip-Hop Albums | 1        |